# 1984年丹戎不碌暴动
1984年丹戎不碌暴动，又稱1984年丹戎不碌大屠殺（英語：Tanjung Priok massacre）或1984年丹戎不碌事件，是指1984年9月12日晚，发生在印度尼西亚首都雅加达丹戎不碌港区的一起军民冲突事件。官方报告称事件造成24人死亡，54人受伤；而幸存者则称超过百人被杀。

## 背景
1984年9月10日，赫尔曼奴中士来到As Saadah清真寺，让看门人阿米尔·比基将批评政府的小册子和横幅撤下；而阿米尔·比基拒绝了这个要求，于是赫尔曼奴在没有脱鞋的情况下进入了清真寺的祈祷区（严重违反了清真寺礼仪）自行将它们撤下。作为回应，由清真寺看守人夏利夫丁·兰贝和索夫万·苏莱曼领导的当地居民在与另一名警官交谈时烧毁了赫尔曼奴的摩托车并袭击了他。两人随后逮捕了兰贝和苏莱曼，以及另一名看守阿赫玛德·萨希和一名名叫穆哈末·努尔的失业男子。

## 結果
军方报告称，骚乱是由一名身穿假军装的男子与其他 12 名同伙一起散发反政府小册子引发的；据报道，该男子已被拘留。Hartono Rekso Dharsono将军因涉嫌煽动骚乱而被捕。经过四个月的审判后，他被定罪；在服刑五年后，他最终于1990年9月获释
。
骚乱发生后，据称至少有169名平民在没有逮捕令的情况下被拘留。据报道，有些人遭到酷刑 。这些领导人因颠覆罪被捕并受审，被定罪后被判处长期徒刑。其他人，包括Amir Biki，也在遇难者之列。
初步报告显示20人死亡。目前的官方记录显示共有24人死亡、54 人受伤（包括军人），而幸存者报告有一百多人死亡。丹绒不碌居民估计共有 400 人死亡或失踪，而其他报告则显示多达700人遇难。